# Queen (série télévisée)
Pour les articles homonymes, voir The Queen (série télévisée) et Queen (homonymie).
Queen (Królowa en polonais) est une mini-série polonaise en quatre épisodes de 47-55 minutes écrite par Ottó Geir Borg, Kacper Wysocki et Árni Ólafur Ásgeirsson et réalisée par Łukasz Kośmicki. Elle a été mise en ligne le 23 juin 2022 sur Netflix.

## Synopsis
Sylvestre Bork est un tailleur de renom à Paris, mais c'est aussi une drag queen qui a enflammé la scène pendant trente ans sous le nom de Loretta. Alors qu'il prend sa retraite, il reçoit une lettre de Pologne : sa petite-fille Iza, dont il ignorait l'existence, lui demande de sauver sa mère Viola dont il est le père en lui donnant un rein. Encouragé par son ami chorégraphe Corentin, Sylvestre retourne dans la petite ville minière de Silésie d'où il est originaire pour aider sa fille et faire connaissance avec sa petite-fille.

## Fiche technique
- Scénario : Ottó Geir Borg, Kacper Wysocki et Árni Ólafur Ásgeirsson, sur une idée d'Árni Ólafur Ásgeirsson
- Réalisation : Łukasz Kośmicki
- Photographie : Wojciech Szepel
- Montage : Leszek Starzyński
- Musique : Mikolai Stroinski
- Costumes : Ewa Różewska
- Production : Netflix, Opus TV, Polski Instytut Sztuki Filmowej
- Lieux de tournage : Paris, Varsovie, Wrocław, Nowa Ruda, Gryfów Śląski (Silésie)
- Langues : français, polonais
- Date de sortie : 23 juin 2022

## Distribution
- Andrzej Seweryn : Sylvestre Bork/Loretta
- Maria Peszek : Wioletta "Viola"
- Julia Chętnicka : Izabela Nowak "Iza"
- Piotr Witkowski : Bruno Adamski
- Kova Rea : Corentin
- Paweł Koślik : Ziutek
- Henryk Niebudek : Patryk Adamski
- Paweł Prokopczuk : Sebastian Adamski
- Wiktoria Kruszczynska : Baska
- Grzegorz Czerepak : Marcel
- Paweł Niczewski : Józef
- Wojciech Andrzejuk : Morus
- Łukasz Gawroński : Darek Adamski
- Pascal Fischer : Marek Gawryszewski
- Antoni Porowski : Antoine
- Jan Wojtynski : Gacek
- Justyna Ducka : la réceptionniste de l'hôtel
- Paulina Gałązka : Elisabeth Zasada

## Production

### Genèse
La série est prévue pour sortir au mois de juin 2022, le mois de la marche des fiertés.
Le réalisateur islandais Árni Ólafur Ásgeirsson, initiateur de la série, meurt le 26 avril à l'âge de 49 ans, alors qu'il travaillait sur la série.

### Choix de la distribution
L'acteur Andrzej Seweryn, à la carrière internationale (il a joué pour les réalisateurs Andrzej Wajda, Robert Enrico, Régis Wargnier ou Steven Spielberg), se voit confier le premier rôle dès l'écriture de la série. Sa vie en France l'a rendu sensible au sort des personnes LGBT : 

« Je suis heureux que de plus en plus de citoyens de notre pays s'impliquent dans la communauté LGBT. Quand je conduis dans les rues de Varsovie et que je vois des drapeaux arc-en-ciel aux fenêtres et sur les balcons, c'est pour moi un très beau signe, d'une part, de solidarité, et d'autre part, de différence et de diversité. »

L'actrice et chanteuse Maria Peszek est choisie pour interpréter sa fille Wioletta. 
La jeune actrice Julia Chętnicka, qui incarne la petite-fille Iza, fait ses débuts dans un rôle principal de série télévisée.

### Tournage
La série est tournée à Paris et en Pologne dans plusieurs lieux, en particulier à Nowa Ruda à l'été 2021.

## Épisodes
Les quatre épisodes sans titre sortent tous le 23 juin 2022 sur la plate-forme Netflix.

## Réception critique
La critique de Na:Temat estime que la série est trop courte pour développer tous les sujets abordés et déplore que malgré ses promesses elle n'a rien de révolutionnaire, tout en louant l'excellence des acteurs Andrzej Seweryn et Maria Peszek.
La critique de Fakt retient malgré de nombreuses invraisemblances quelques points forts : l'humour des scènes et des dialogues et le jeu des acteurs.